# Bataille d'Al-Jubba
Seconde guerre civile irakienne
La bataille d'Al-Jubba a lieu au cours de la seconde guerre civile irakienne. Le 6 janvier 2015, les djihadistes de l'État islamique s'emparent de la ville d'Al-Jubba, dans la province d'Al-Anbar.

## Déroulement
À partir de décembre dans la province d'Al-Anbar, les combats s'intensifient près de la base militaire d'al-Asad où ont notamment été déployés 320 militaires américains chargés d'entraîner les combattants tribaux loyalistes,. Le 6 janvier, les djihadistes attaquent la ville d'Al-Jubba, située à une dizaine de kilomètres de la base d'al-Asad. L'attaque commence par un attentat-suicide commis par deux kamikazes qui tuent 10 combattants loyalistes dans une mosquée, par la suite 13 soldats irakiens sont tués et 21 blessés dans les combats et les forces irakiennes finissent par abandonner la localité.

## Suites
Le 12 février 2015, l'État islamique s'empare de la ville d'al-Bagdadi, assiégée depuis des mois, puis il attaque à nouveau la base aérienne d'Al-Assad.